# Horikawaea redfearnii
Horikawaea redfearnii är en bladmossart som beskrevs av Benito C. Tan och Lin Pan-juan 1995. Horikawaea redfearnii ingår i släktet Horikawaea och familjen Pterobryaceae. Inga underarter finns listade i Catalogue of Life.